# Zlatovláska (film, 1973)

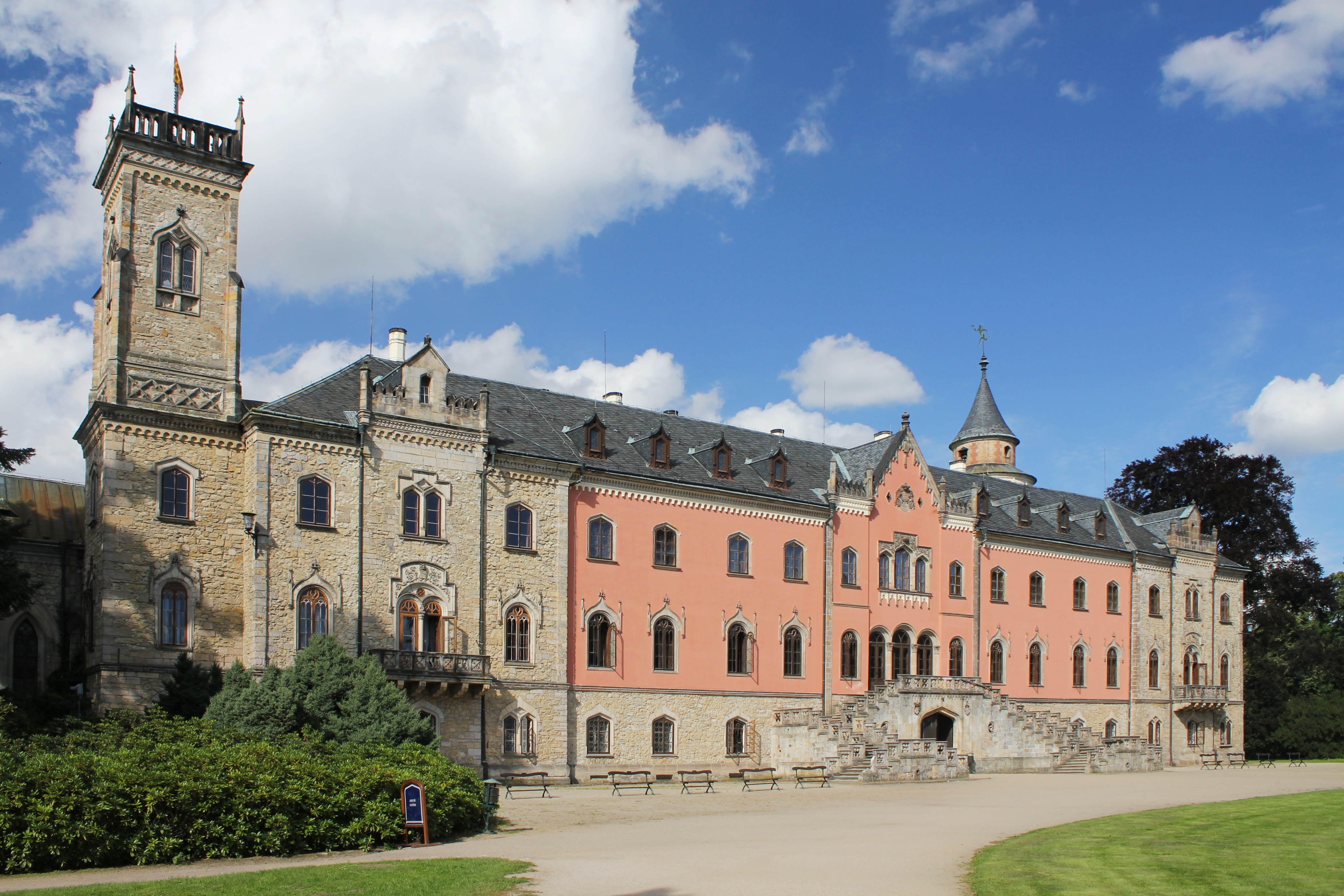
Zámek Sychrov, kde se televizní pohádka natáčela

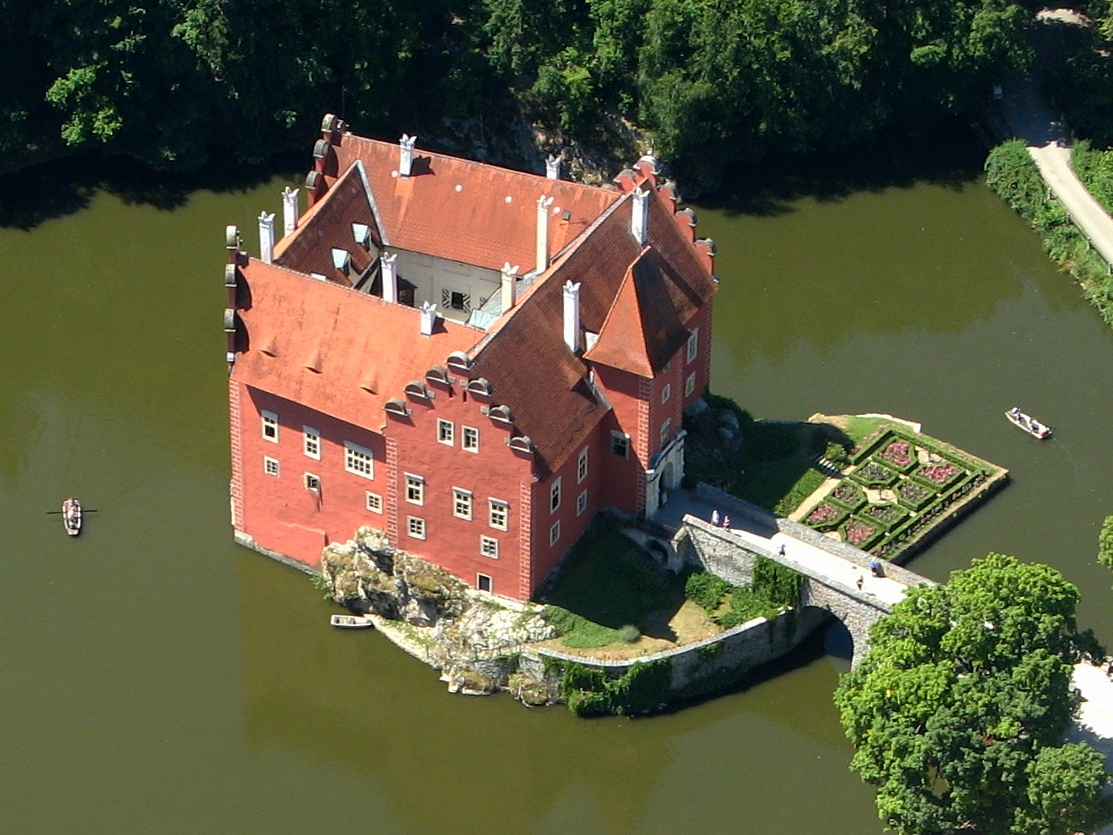
Zámek Červená Lhota, kde se televizní pohádka natáčela

Zlatovláska je česká televizní pohádka z roku 1973. Scénář napsala a pohádku režírovala Vlasta Janečková. Předlohou byl příběh Karla Jaromíra Erbena. V hlavní roli Zlatovlásky se představila Jorga Kotrbová – ve zpěvu ji zastoupila Jitka Molavcová; Jiříka si zahrál Petr Štěpánek. Pohádka je plná písniček, např. Pluj planá růže, Jiříku, co v očích máš?, Jsi mé slunce nad hlavou, Já ti prstýnek dám. Hudbu napsal Angelo Michajlov, autorem textů je Eduard Krečmar. Pohádka se natáčela na zámcích Sychrov a Červená Lhota.
Mezi 19. dubnem a 22. květnem 2024 natáčel režisér Jan Těšitel na Domažlicku, v Praze i na Sicílii nově pojatý příběh Zlatovlásky (nejde o remake). Do hlavní role Jiříka tvůrci obsadili začínajícího herce Tomáše Webera; jeho pobočníka Štěpána ztvárnil Marek Lambora; Petr Štěpánek je tentokrát v roli krále. Dobrodružná vizuální podívaná, s množstvím mluvících zvířat, bude mít premiéru v lednu 2025.

## Děj
Kořenářka přinese ke králi hada – kdo ho sní, porozumí prý řeči zvířat. Král si nechá hada uvařit svým kuchařem Jiříkem, ale varuje ho, ať neochutnává. Jiřík přesto ochutná a i on nyní může rozumět, co si zvířátka povídají. Před králem se ale prozradí, když nalévá víno do sklenice, při tom poslouchá, když si zvířata povídají o zlatovlasé panně, a přelije. Král ho pro onu krásku pošle do světa.
Jiřík se vydává na cestu; pomůže mravenečkům, vedle jejichž mraveniště hoří keř a Jiřík oheň uhasí. Pak nakrmí dvě hladová ptáčata. Do třetice zachrání rybku: dva rybáři se o ni hádají, Jiřík ji od nich koupí a hodí zpět do vody. Dostane se až do zámku, kde žije král se svými dvanácti dcerami. Král mu Zlatovlásku dá, když Jiřík splní jeho úkoly. Při plnění úkolů se Jiřík sblíží právě se Zlatovláskou, aniž tuší, že to je ona, a zamiluje se do ní. Nejprve musí v trávě najít ztracené perly; s tímto úkolem mu pomohou mravenečci. Za druhé musí ze dna jezera vylovit zlatý prsten; ten mu přinese rybka. Nakonec musí přinést živou a mrtvou vodu; zde najde pomoc u ptáčat. Pomocí vody hned zachrání mouchu ze spárů pavouka; a moucha mu pomůže vybrat tu pravou dívku z dvanácti králových dcer.
Jiřík Zlatovlásku odváží ke svému králi. Cesta je pro něj smutná, protože ví, že se na jejím konci bude muset se Zlatovláskou rozloučit. Králi se zlatovlasá nevěsta líbí, je pyšný a chlubí se tím, že bude mít nejkrásnější ženu na světě. Jiřík je smutný a řekne králi, ať mu dá raději srazit hlavu, protože život bez Zlatovlásky pro něj nemá cenu. Král tak skutečně učiní. A Zlatovláska má na krále jedno podivné přání: chce, aby jí daroval Jiříkovo mrtvé tělo. Král svolí a princezna jde večer do kaple, kde Jiřík leží, aby ho s pomocí mrtvé a živé vody oživila. Král ji tajně pozoruje a když vidí, jak se Jiřík probouzí k životu, říká si, že vypadá mladší a hezčí. Rád by tak také vypadal a lahvičky kouzelné vody na sebe vylije – avšak neomládne, ale zemře. Pohádka má šťastný konec, Jiřík se stane králem a vezme si Zlatovlásku za ženu.

## Obsazení
| Jorga Kotrbová  | princezna Zlatovláska (ve zpěvu zastoupena Jitkou Molavcovou) |
| Petr Štěpánek   | Jiřík                                                         |
| Jiří Holý       | starý král                                                    |
| Ladislav Pešek  | král, otec Zlatovlásky                                        |
| Marie Rosůlková | babička s hadem                                               |
| Josef Bek       | generál                                                       |
| Jan Tříska      | rybář                                                         |
| Josef Velda     | rybář                                                         |
| Marie Motlová   | komorná                                                       |
| Luba Skořepová  | komorná                                                       |
| Jiří Hálek      | sluha                                                         |
| Václav Kotva    | sluha                                                         |

## Tvůrci a štáb
- Režie: Vlasta Janečková
- Předloha: Karel Jaromír Erben (pohádka O Zlatovlásce)
- Scénář: Vlasta Janečková
- Dramaturg: Marie Rysplerová
- Hlavní kameraman: Josef Hanuš
- Vedoucí výroby: Jiří Bečka
- Hudba: Angelo Michajlov
- Texty písní: Eduard Krečmar
- Hudební režie: Svatoslav Rychlý
- Nahrál: Orchestr Karla Vlacha
- Pohybová spolupráce: Jiří Němeček
- Architekt: Miroslav Pelc
- Návrhy kostýmů: Stella Drozdová
- Kostýmy: Marie Rosenfelderová
- Zvuk: František Strangmüller, Jan Chalupský
- Střih: Josef Valušiak
- II. kameraman: Josef Pechar
- Umělecký maskér: František Malec
- Maskérka: Božena Došlá
- II. architekt: Ivana Jandová
- Výprava: Vladimír Mácha
- Skript: Magda Vodičková
- Pomocný režisér: Helena Heribanová
- Zástupci vedoucího výroby: Luděk Marold, Věnceslava Vacková
- Výroba loutek: Ivo Houf
- Loutky vodili: Jaroslav Vidlař, Jana Prachařová

## Produkční a technické údaje
- Premiéra: 24. prosinec 1973, I. program Československé televize (od 20:00)
- Výroba: Československá televize Praha, Hlavní redakce pro děti a mládež, © 1973, ve Filmovém studiu Barrandov a Filmových laboratořích Praha
- Barva: barevný
- Jazyk: čeština
- Délka: cca 74 minut
- Formát obrazu: 4:3